# Mainichi Shinbun

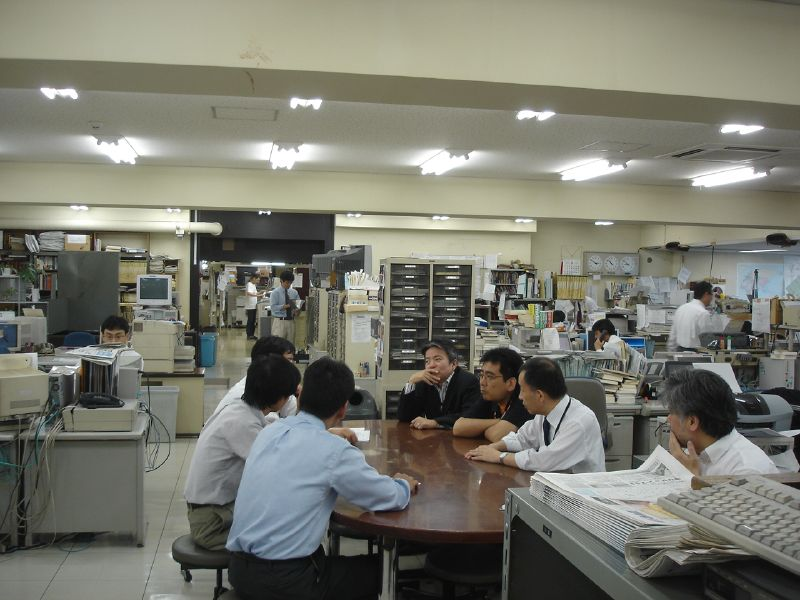
Una redazione del Mainichi Shinbun.

Il Mainichi Shinbun (毎日新聞? lett. "Notizie giornaliere") è un giornale giapponese pubblicato da The Mainichi Newspapers Co., Ltd (株式会社毎日新聞社?, Kabushiki-gaisha Mainichi Shinbunsha).
Oltre al giornale, stampato due volte al giorno, Mainichi gestisce un sito web in lingua inglese chiamato The Mainichi (prima Mainichi Daily News), e pubblica riviste di notizie in entrambe le lingue, Mainichi Weekly. Pubblica oltre ad altre riviste, anche libri e una rivista di notizie settimanale, il Sunday Mainichi.